# Sedna de Irlanda
Sedna es el nombre de dos reyes mitológicos de Irlanda.

## El primer rey Sedna
El primer rey Sedna fue hijo de Airtri y bisnieto de Eber Finn. Según los Anales de los cuatro maestros, reinó entre el 1358 y el 1353 a. C., pero la Historia de Irlanda de Geoffrey Keating ubica su reinado entre el 980 y el 975 a. C..
Murió asesinado por su hijo Fiacha Finscothach, quien lo sucedió en el trono.

## El segundo rey Sedna
El segundo rey Sedna, hijo de Breisrigh, es apodado Sedna de los Salarios, ya que fue el primer rey que les pagó un sueldo a sus soldados. Sucedió a Fionn mac Brátha y precedió a Simeon Breac. Su reinado duró del 930 al 910 a. C. (según los Anales de los cuatro maestros) o del 705 al 685 a. C. (según Historia de Irlanda).